# Gmina Rymań
Gmina Rymań là một gmina nông thôn (khu hành chính) ở hạt Kołobrzeg, West Pomeranian Voivodeship, ở phía tây bắc Ba Lan. Chỗ ngồi của nó là làng Rymań, nằm khoảng 25 kilômét (16 mi) về phía nam của Kołobrzeg và 86 km (53 mi) về phía đông bắc của thủ đô khu vực Szczecin.
Gmina có diện tích 146,12 kilômét vuông (56,4 dặm vuông Anh) và tính đến năm 2006, tổng dân số là 4.183 người.

## Làng
Gmina Ryman chứa các làng và các khu định cư của Bębnikąt, Bukowo, Czartkowo, Dębica, Drozdówko, Drozdowo, Gołkowo, Gorawino, Jaglino, Jarkowo, Kamień Rymański, Kinowo, Lędowa, Leszczyn, Leszczyn-Kolonia, Małobór, Mechowo, Mirowo, Petrykozy, Płonino, Rębice, Rymań, Rzesznikówko, Rzesznikowo, Skrzydłowo, Starnin, Starża và Strzeblewo.

## Gminas lân cận
Gmina Ryman giáp với gminas của Brojce, Gościno, Płoty, Resko, Siemysl, Sławoborze và Trzebiatow.